# 易卜拉欣·卡梅霍
易卜拉欣·卡梅霍（西班牙語：Ibrahim Camejo，1982年6月28日—），古巴男子田径运动员，主攻跳远。他曾代表古巴参加2008年夏季奥林匹克运动会田径比赛，获得男子跳远铜牌。